# Пешляев, Николай Данилович
Николай Данилович Пешляев — советский хозяйственный, государственный и политический деятель, Герой Социалистического Труда.

## Биография
Родился в 1920 году в селе Рудничное. Член КПСС.
Участник советско-японской войны. С 1935 года — на хозяйственной, общественной и политической работе. В 1935—1964 годах работал библиотекарем — заведующим поселковым клубом Рудничного, электриком-связистом в Бакальском рудоуправлении, помощником машиниста, машинистом, старшим машинистом-инструктором экскаватора рудника имени ОГПУ Бакальского рудоуправления.
Указом Президиума Верховного Совета СССР от 19 июля 1958 года присвоено звание Героя Социалистического Труда с вручением ордена Ленина и золотой медали «Серп и Молот».
Избирался депутатом Верховного Совета РСФСР 6-го созыва.
Погиб в ДТП в 1964 году. Похоронен в городе Бакал.